# Певернажи, Эрик
Эрик Певернажи (фр. Erik Pevernagie; род. 1939)— бельгийский художник, проводивший выставки в Париже, Нью-Йорк, Берлине, Дюссельдорфе, Амстердаме, Лондоне, Брюссель и Антверпене.

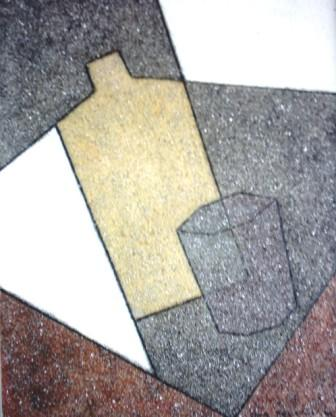
Пьяные матросы (80 x 100 cm), холст, масло, металл

## Биография
Сын и ученик художника-экспрессиониста Луи Певернажи (1904—1970), Эрик Певернажи вырос в Брюсселе, в неповторимой атмосфере смешения двух культур (романской и германской). В брюссельском Атенее, у подножия легендарной статуи Писающего мальчика, будущий художник знакомился с ярким сюрреалистическим миром, описание которому дал Мишель де Гельдерод. Изучая англосаксонское и германское культурное наследие, Певернажи окончил Брюссельский свободный университет и получил степень магистра германской филологии (1961). Певернажи много путешествовал. Еще одну ученую степень он получил в Кембриджском университете (Великобритания). Эразмский университет присудил ему звание профессора. Страстный интерес к социальному взаимодействию и международным отношениям привел Певернажи к созданию в 1973 г. общественно-культурного клуба под названием «Международный рекреационный центр». С этой целью он приобрел в порту Брюсселя два судна, которые стали именоваться Речной и Художественной лодками Рика. В результате у Певернажи стали собираться интересные люди — Клод Лелуш, Атом Эгоян, Рой Лихтенштейн, Хьюго Клаус и другие. Певернажи получил звание ассоциативного академика и члена Международной академии словесности, искусств и наук в Вербано.

## Творчество
Творческий процесс Певернажи имеет одновременно пластический и литературный характер. Слова, названия, фразы и граффити служат продолжениями и толкованиями визуального эффекта. Художник находит вдохновение в различных аспектах общественного устройства. Центральными темами его творчества являются социальное взаимодействие и невзаимодействие. Часто в основе произведений Певернажи лежат такие темы, как отчуждение, изоляция, беспокойство, незащищенность. Певернажи рассматривает живопись как семиотический опыт.
Детали и мелочи, окружающие нас и образующие структуру, с помощью которой мы постигаем мир, являются краеугольными камнями творчества Певернажи. Художник часто переносит на холст события, извлеченные из глубин коллективной памяти. Его художественный метод заключается в сокрытии предмета в особой среде.
Творчество Певернажи не поддается классификации: вероятно, апогея в нем достигают сразу несколько течений. Персонажи интегрированы в окружающую среду посредством геометрических линий и композиционной плоскости. Фигуративность и абстракционизм, принужденные художником к компромиссу, выдвигают на первый план разнообразные эмоции и образы.
Важную роль исполняют применяемые материалы и способы нанесения цвета. Песок и металлические опилки придают картинам Певернажи особую текстуру и своеобразный свет. Показателен диалектический подход художника к понятиям присутствия и отсутствия, способствующий созданию желаемого визуального и умственного напряжения.

## Цитаты

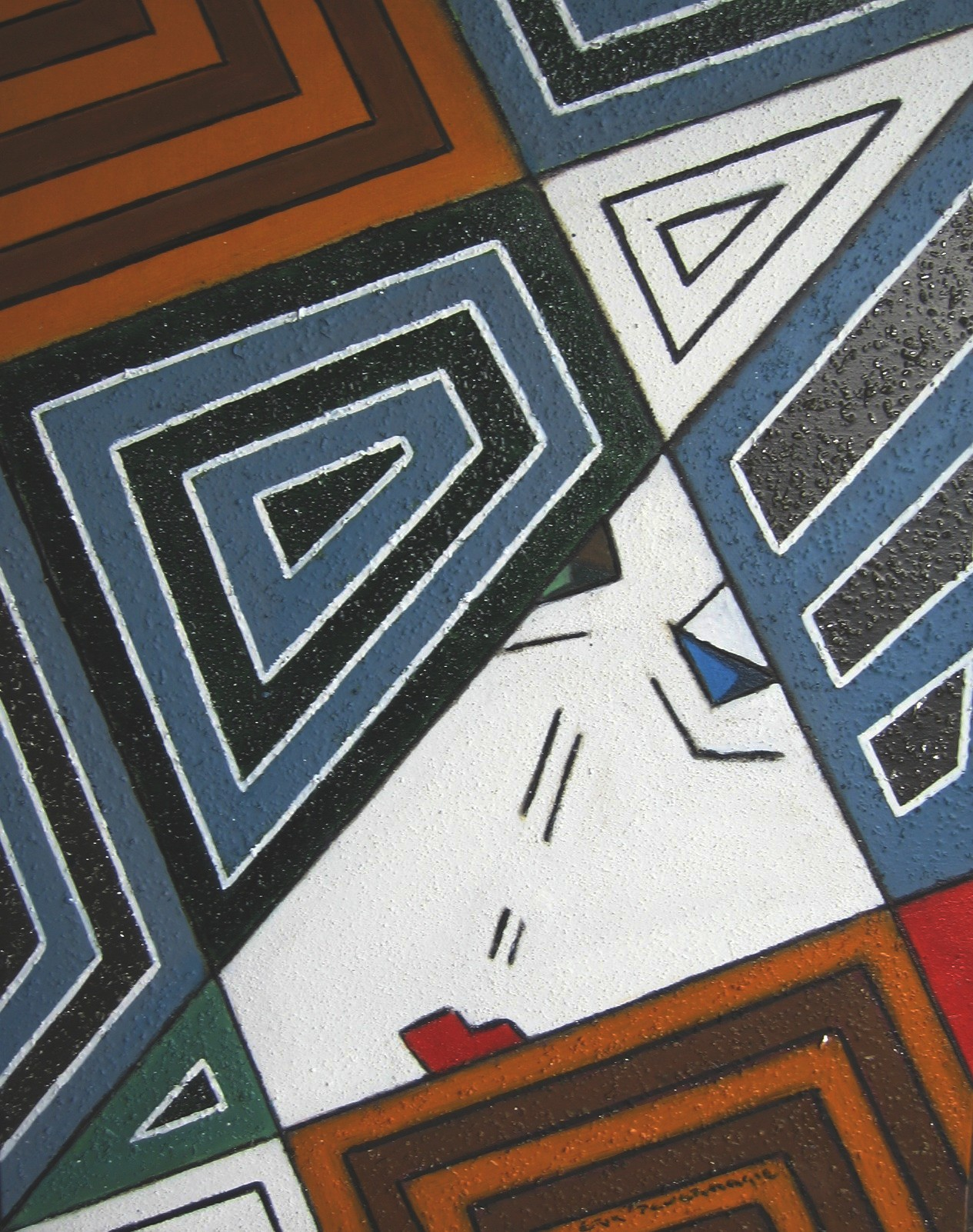
Эрик Певернажи:Низкопрофильный

- «Эрик Певернажи известен прежде всего тем, что в своих работах он сочетает образные и абстрактные элементы. Начав с обыкновенного геометрического наброска или граффити, он строит поверхность из пепла, песка, металлических стружек». (Аукционный дом Дойл Нью-Йорк)[1]
- «В центре его произведений находится человек. Человек, интегрированный в естественную среду, а иногда и поглощенный ею. С другой стороны, он, по-видимому, отрицает это, когда на картинах появляются граффити. Таким образом художник показывает одиночество и отчужденность человека в среде города». (Словарь художников Бенези, Париж)[2]
- «Наводить мосты между поколениями, социальными слоями и нациями — дело нелегкое. Тем не менее, Эрик Певернажи вывел формулу, благодаря которой мы можем освободиться от отчужденности». (Интернэшнл геральд трибюн)[3]
- «Отрицая какое бы то ни было физическое присутствие персонажа и оставляя просто свидетельства его существования, художник воспроизводит саму основу разума. Его антигерой принял решение создать нетронутый ум, избавившись от всех приобретенных, сомнительных качеств». (Каталог аукционного дома Кристи, Нью-Йорк)[4]
- «Мысль художника, будто луч света в тумане человеческой природы, привлекает наше внимание к фрагменту, который зовет нас к постижению вселенной. Этот элемент избран краеугольным камнем будущих знаний, которые приведут к развитию восприятия и совести человека. Певернажи предлагает нам первые детали лежащей на нашем пути головоломки. Он останавливает время, словно раскрывая пароль, за которым прячется вечность. Философский подход художника к понятию сущности обретает все большую материальность благодаря техническим свойствам произведения: плоскость перспективы, геометрия форм, узость цветового диапазона, применение материальных элементов — песка, металла… всё это как-то напоминает о египетском искусстве, искусстве на основе языка знаков и символов, предназначенного для изучения и толкования тайн». (Р. Пувиа, Лондон)[5]
- «В своих работах этот бельгийский художник сочетает образы и архитектурные пространства с цветными геометрическими поверхностями. Песок и металлическая стружка придают его холстам особый рельеф и в отражении света погружают отдельные элементы картины в чистое, умеренное цветовое пространство». (Кеттерер, Гамбург)[6]
- «Присутствующий во всех его работах человек гармоничным образом уменьшен. Растворяясь на холсте, неяркие черты и фигуры оставляют пространство дополнительным деталям, которые выделяются художником, будто образы. Эта тема наполняет все картины Эрика Певернажи и придает энергию идеям его произведений. Металл, алюминий, песок. Жесткость полотен идеально сочетается с длинными исчезающими линиями и острыми углами изображений». (М. Ладавез)[7]
- «Типичный современный художник, сочетающий в своих работах абстрактные и образные элементы. Певернажи начинает с идеи, которую выражает пластическими средствами. Изображая таким образом беспорядочный и ненадежный мир, он задает вопросы, которые зритель интерпретирует по своему усмотрению». (Поль Пирон, Брюссель)[8]
- «Художник смешивает образность и абстракцию в поэтическом и философском ключе. Важны обрамление, точки пересечения, баланс поверхностей. Чуждые материалы (пепел, песок, металлические опилки и т. д.) придают картинам странность и жесткость, будто художник помечает их следами прошлого». (Арто)[9]
- «Непрестанно прислушиваясь к окружающему миру, ведущую роль в своих картинах Эрик Певернажи отдает обычному человеку. Художник помещает личность в её собственную среду, что иногда передается с помощью граффити, и та будто поглощается, растворяется среди окружающих её элементов. Неуловимые штрихи цвета, наполовину абстрактные, наполовину образные формы и своеобразное обрамление ведут к растворению личности, чья жизнь кажется не более чем поверхностной. Певернажи зовет нас к преодолению мнимых барьеров, за которыми кроется загадка его персонажей. Герои художника пребывают в вечном напряжении, как будто ожидая чего-то другого, совсем иной жизни». (ВИФ — Экспресс)[10]
- «На основе какого-нибудь события, извлеченного из глубин коллективной памяти, Певернажи по-своему изображает крайне незащищенный мир. В наполовину образной, наполовину абстрактной манере он соединяет на своих полотнах частички земли, песка и металла, используя спокойные бежевые, серые, бархатно-красные тона. Начинает он с обычного граффити, наброска человеческой фигуры или детали повседневной жизни. Они используются в качестве повода для того, чтобы покрыть полотно сетью чистых, хорошо структурированных геометрических линий, вызывающих определенные эмоции. Названия картин уподобляются мгновениям. Зритель трактует их, исходя из собственных ощущений. В той или иной степени возможны интерпретации . Поражают идеи произведений художника. Он задает вопросы. Певернажи рассматривает жизнь с разных сторон, и живопись служит ему средством их выражения. Кисть помогает обходить препятствия, цвет открывает дорогу мысли». (Рей-Берто)[11]
- «Образы Эрика Певернажи поглощаются своим окружением посредством цвета, линий и идей, что в его творчестве важнее всего. Художник начинает с идеи и изображает её. На картинах Певернажи мы видим проблемы, которые его занимают, а нас преследуют. Он рисует отчуждение, одиночество, тревогу, неуверенность. Эрик Певернажи творит на протяжении жизни целого поколения. Наш мир гнил, распадался на части, становился ненадежен и неуловим. Но искусство и поэзия вечны. Работы Эрика Певернажи вызывают глубокое волнение. Он вводит нас в совершенно иную вселенную, отличную от узнаваемой реальности. Мы можем трактовать эту вселенную по-своему. Своим творчеством Певернажи задает вопросы. Он обладает видением мира и человека. Захватывают избираемые художником темы и способы их воплощения. Певернажи меняет наше мировоззрение». (В. Тубош)[12]
- «Меня изумляет и отчуждает даже не столько идея произведений, сколько воспринимаемая зрителем форма. Художник, очевидно, начинает с какой-нибудь ситуации из повседневной жизни. Форма, структура демонстрируют себя, создавая некое беспокойство. Полотно почти пусто. Отсутствуют обременительные детали. Не применяются технические ухищрения. Я полагаю, что художника вдохновляют именно те детали и мелочи, что окружают нас и формируют структуру нашего мировосприятия. Эти объекты заменяют многим людям внутренний мир». (Л. Краснова)[13]

## Заметки
1. ↑  Аукционный дом Дойл , Каталог,  Мочь 6, 2004 страница  49
2. ↑  Словарь художников Бенези, 1999, Tome10, страница 824
3. ↑  Интернэшнл геральд трибюн  ,  Sjöby, Jan , Октябрь 18, 1973
4. ↑  Каталог аукционного дома Кристи, Каталог 1615,10-11 Январь  2006, страница e 18
5. ↑  Р. Пувиа ,  Веб-сайт Эрика Певернажи
6. ↑  Кеттерер, Каталог  278 , 28. Март  2003, n°554
7. ↑  Ладавез, Последние часы, , 11 Февраль  2002
8. ↑  Поль Пирон, Искусство в Бельгии 1068
9. ↑  Арто, Словарь, 2000, kz, страница 220
10. ↑  ВИФ — Экспресс, Февраль 1997
11. ↑  Рей-Берто, 22 Февраль 2002
12. ↑  В. Тубош, Веб-сайт Эрика Певернажи
13. ↑  Л. Краснова,  Веб-сайт Эрика Певернажи